# Будинок Є. О. Майтопа
Будинок купця Єфета Осиповича Майтопа — пам'ятка архітектури, що розташована в місті Ялта за адресою набережна ім. В. І. Леніна, 23/ вул. Морська, 2 літер «А». Будинок звів головний архітектор м. Ялта — Краснов Микола Петрович (1864—1939). Також сім'ї Майтоп належав чотириповерховий дім на 40 номерів, який мав балкони та лоджії, що були прикрашені різними скульптурами. Зараз — це готель «Бристоль» на вул. Рузвельта 10 в м. Ялта. Після 1917 року дана будівля перейшла в комунальну власність. Про надійність даної споруди говорить те, що вона майже не постраждала під час сильного землетрусу в 1927 р.

## Архітектура
Будинок караїмського купця Єфета Осиповича Майтопа було побудовано у стилі «віденського сецесіону».
Відповідно до Наказу Міністерства культури та туризму України від 03.02.2010 № 58/0/16-10 (в редакції наказу Міністерства культури України від 16.06.2011 № 453/0/16-11) та Наказу Міністерства культури та туризму України від 25.10.2010 № 957/0/16-10 даний будинок було визначено пам'яткою архітектури місцевого значення.